# Actinote pyrrha
Actinote pyrrha är en fjärilsart som beskrevs av Fabricius 1775. Actinote pyrrha ingår i släktet Actinote och familjen praktfjärilar. Inga underarter finns listade i Catalogue of Life.